# Прощённый (фильм, 2021)
«Прощённый» (англ. The Forgiven) — фильм, снятый Джоном Майклом Макдонахом на основе одноимённого романа Лоуренса Осборна. Остросюжетная психологическая лента, действие которой происходит в пустыне Марокко. Основана на реальных событиях.

## Сюжет
Супружеская пара Дэвид и Джо Хеннингер отправляются в Марокко, чтобы снять напряжение, возникшее между ними. Во время поездки Дэвид случайно сбивает насмерть подростка, державшего в руках окаменелость.
Принеся тело погибшего в дом их друга Ричарда Гэллоуэя во время вечеринки, Дэвид утверждает, что смерть была случайной, так как он вёл машину в состоянии алкогольного опьянения. На следующий день Дэвид вместе с отцом Дрисса и переводчиком Ануаром едет в дом Дрисса, где его хоронят.
Тем временем Джо остаётся в доме Ричарда и участвует в его вечеринке. Она вступает в связь с одним из гостей. Возвращаясь обратно вместе с Ануаром Давид признаётся, что спрятал документы Дрисса, несмотря на протесты Джо, и признаёт, что авария произошла по его вине.
В тот же вечер, после воссоединения с Джо, Давид покидают вечеринку, как только большинство гостей уходят. Проезжая мимо места гибели Дрисса, они сталкиваются с его другом, вооружённым револьвером. Под давлением расстроенного Дэвида он, к ужасу Джо, стреляет в Дэвида и уходит. 

## В ролях
- Рэйф Файнс — Дэвид Хеннингер
- Джессика Честейн — Джо Хеннингер
- Саид Тагмауи — Ануар
- Калеб Лэндри Джонс — Далли
- Мари-Жозе Кроз — Изабель
- Мэтт Смит — Ричард Галлоуэй
- Кристофер Эбботт — Том Дэй
- Алекс Дженнингс — лорд Суанторн
- Эбби Ли — Коди

## Производство
Съёмки планировалось начать в начале 2019 года в Марокко. Калеб Лэндри Джонс присоединился к актёрскому составу в январе 2019 года. В феврале 2020 года Мари-Жозе Кроз присоединилась к актёрскому составу.
Съёмочный период начался в феврале 2020 года.

## Приём

### Критика
На агрегаторе рецензий Rotten Tomatoes рейтинг одобрения составляет 68% со средней оценкой 6,2 из 10 на основе 129 обзоров. На сайте Metacritic фильм получил 63 балла из 100 на основе 27 обзоров, что указывает на «в целом положительные отзывы».
Джон Дефоре из The Hollywood Reporter похвалил фильм за «сценарий, постановку и исполнение с умом и щегольством». Пит Хаммонд из Deadline также похвалил фильм, охарактеризовав его как «редкую и совершенно взрослую драму, предлагающую о многом подумать».

### Награды и номинации
| Награда                                | Дата церемонии | Категория             | Номинант   | Результат |
| -------------------------------------- | -------------- | --------------------- | ---------- | --------- |
| Премия Лондонского кружка кинокритиков | 5 февраля 2023 | Британский актёр года | Рэйф Файнс | Номинация |